# بروتين مصل اللبن المعزول

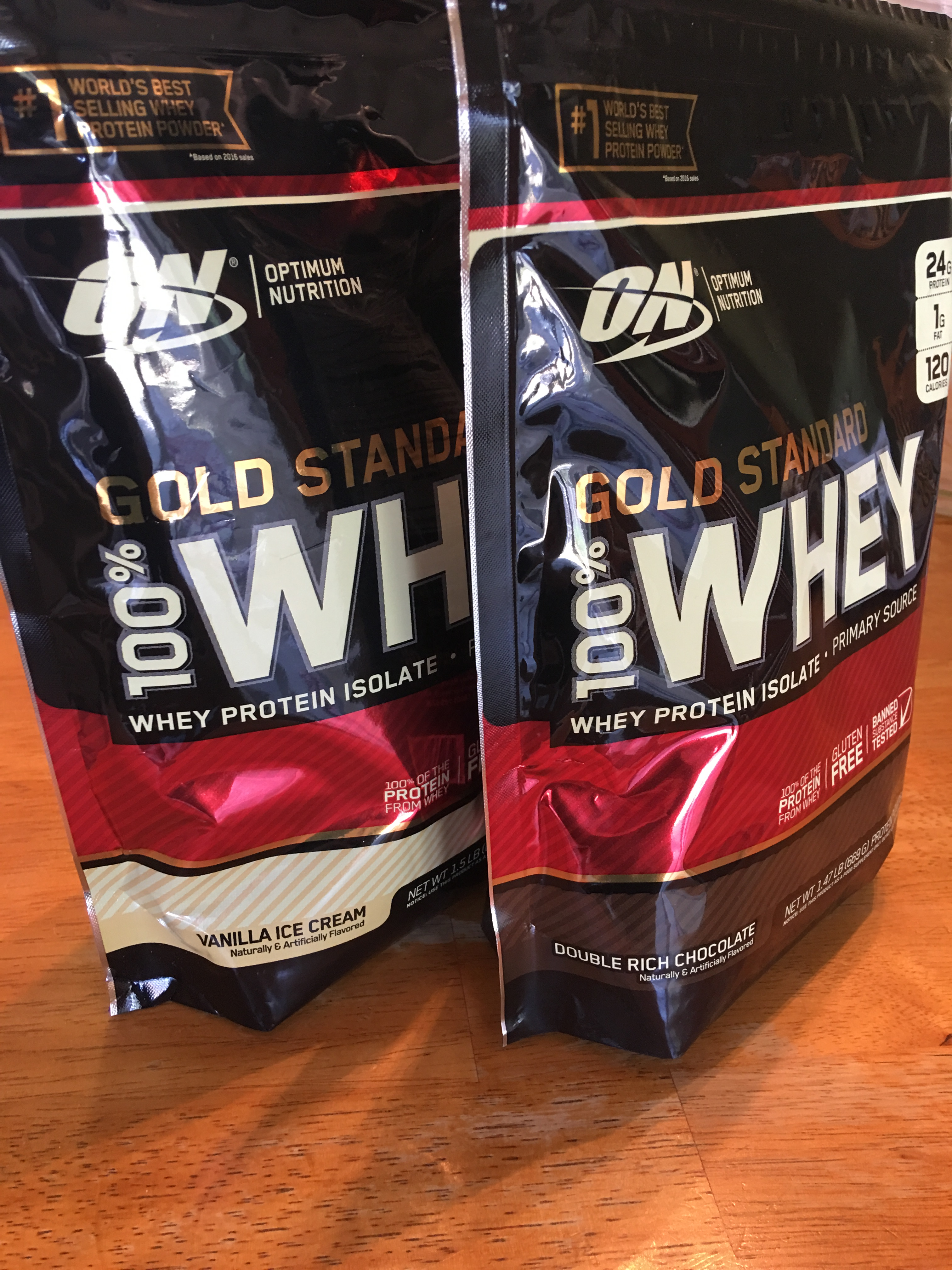
أحد منتجات بروتين مصل اللبن المعزول.

بروتين مصل اللبن المعزول هو ناتج عن عزل بروتين مصل اللبن (المعروف في كثير من الأحيان بمصالة البروتين)، الذي يُعدُّ مكملاً غذائيًا ومكونًا غذائيًا يتم تركيبه عن طريق فصل مكونات مصل اللبن. يُعتبر هذا المصل منتجًا ثانويًا من الحليب الناتج عن عملية صنع الجبن. يمكن معالجته لإنتاج بروتين مصل اللبن في ثلاثة أشكال: عزل مصل اللبن، مركزات مصل اللبن، وحلامة مصل اللبن. الفرق بين هذه الأشكال الثلاثة يكمن في تكوين المنتج، وخاصة محتوى البروتين. تحتوي عزلات مصل الحليب على نسبة أعلى من البروتين النقي، ويمكن أن تكون نقية بما يكفي لتكون خالية من اللاكتوز والكربوهيدرات والدهون والكوليسترول أيضًا.
تُعد بروتينات مصل اللبن متوافرة حيويًا بشكل كبير، ويتم امتصاصها بسرعة كبيرة في الجسم. بالإضافة إلى ذلك، تحتوي على تركيز عالٍ من الأحماض الأمينية المتفرعة السلسلة المشبعة، التي تتركز بشكل كبير في الأنسجة العضلية، حيث تستخدم في توفير الوقود للعضلات وتحفيز تخليق البروتين.

## الإنتاج
تزال المكونات الأساسية من مصل اللبن (عنصر الماء)، وتعتبر عمومًا خالية من اللاكتوز وكذلك الكوليسترول، وهي في المعتاد تحتوي على 90٪ على الأقل من البروتين.
تُستخدم طريقتان للفصل على نطاق واسع. الأولى هي عبر المبادلات الأيونية التي تستخلص بروتين مصل اللبن من تيار مصل اللبن وفقًا لخصائص شحنة السطح للجزيئات، والمعروفة أيضًا بإمكانيات زيتا. تستخدم هذه الطريقة تعديلات طفيفة في الـpH للتنشيط ولاحقًا لإلغاء تنشيط الجاذبية بين راتنج التبادل الأيوني وجزيئات البروتين. وفي هذه الأثناء، يتم غسل الارتباط المؤقت للبروتين بالراتنج، مما يزيل المكونات غير البروتينية تمامًا من المفاعل. قد تدمر هذه العملية البروتينات أو ربما لا تفسدها، ولكن لا يوجد دليل علمي على وجود أي ضرر. على الرغم من استخدام الأحماض والقواعد الكيميائية القوية للتكيف، إلا أن التغيرات في الأس الهيدروجيني تظل صغيرة جدًا وتبقى ضمن النطاق المعتاد في الأطعمة.
إن التغييرات في تشكيل البروتين ضمن هذا النطاق قابلة للعكس ولا تعتبر تمسخًا للبروتين. يُعتبر التبادل الأيوني خاصًا جدًا ببروتينات مصل اللبن الأصلية، وعادة ما يكون أكثر انتقائية في ما يتم الاحتفاظ به أثناء العملية. لذلك، تُعرف هذه الطريقة بشكل أفضل بأنها تخلق بروتينات مصل عالية النقاء.
أما الطريقة الثانية فهي الترشيح الغشائي، وهي عادة مزيج من الترشيح الدقيق والترشيح الفائق، حيث يستخدم الحجم الجزيئي كأساس لفصل مكونات تيار مصل اللبن. في هذه العملية، يتم تطبيق الضغط عبر سطح الغشاء الذي يجبر الجزيئات الصغيرة على المرور من خلاله، بينما تُحتفظ الجزيئات الأكبر. أحد الفروق التركيبية بين البروتين المعزول من مصل اللبن باستخدام الترشيح الغشائي مقارنة مع التبادل الأيوني هو أن الترشيح الغشائي يتضمن مستويات كبيرة من الكازين (casein-glycomacropeptide (cGMP))، الذي يحتوي على صورة أحماض أمينية أقل اكتمالاً وهو منخفض في الأحماض الأمينية المتفرعة السلسلة.
وباعتباره مكملًا غذائيًا، يمكن إعادة تشكيل مصل اللبن ومنتجات البروتين الأخرى في وقت الاستخدام عن طريق إضافة مذيب مثل الماء، العصير، الحليب، أو أي سائل آخر. وكعنصر غذائي، يمكن خلط أو إزالة مساحيق مصل اللبن بسهولة في الطعام المصنع.